# 富山県道363号町山河原線
富山県道363号町山河原線（とやまけんどう363ごう まちやまかわらせん）とは、富山県氷見市角間地内を通る一般県道（富山県道）である。

## 概要

### 路線データ
- 起点：富山県氷見市角間字町山11[1]
- 終点：富山県氷見市角間字河原458[1]（＝富山県道70号万尾脇方線交点）

## 歴史
- 1973年（昭和48年）3月31日：路線認定[1]。

## 地理

### 通過する自治体
- 富山県
  - 氷見市

### 接続道路
- 富山県道70号万尾脇方線（氷見市角間：終点）

### 周辺
- 角間肉牛生産組合
- 中田浦公民館